# The Animals
The Animals var et engelsk rock-band dannet i 1962, som hentede sin musikalske inspiration fra den amerikanske bluesmusik, navnlig kunstnere som John Lee Hooker og Jimmy Reed, og som bestod af medlemmerne Eric Burdon, Alan Price, Hilton Valentine, John Steel og Bryan Chandler.
Karakteristisk for deres lyd var Eric Burdons dramatiske sangform og Alan Prices intense spil på el-orgel.
Deres største hit fik de i 1964 med deres fortolkning af den amerikanske folkesang "House of the Rising Sun"
| År   | Sang                             | USA | Storbritannien |
| ---- | -------------------------------- | --- | -------------- |
| 1964 | "House Of The Rising Sun"        | 1   | 1              |
| 1965 | "Don't Let Me Be Misunderstood"  | 15  | 3              |
| 1965 | "We Gotta Get Out Of This Place" | 13  | 2              |
| 1966 | "Don't Bring Me Down"            | 12  | 6              |
| 1967 | "San Franciscan Nights"          | 9   | 7              |
| 1968 | "Sky Pilot"                      | 14  | 40             |
| 1983 | "The Night"                      | 48  |                |

| Musikgruppe | Spire Denne artikel om en britisk musikgruppe er en spire som bør udbygges. Du er velkommen til at hjælpe Wikipedia ved at udvide den. |